# Býkovice (Louňovice pod Blaníkem)
Býkovice jsou místní část městyse Louňovice pod Blaníkem v okrese Benešov. Nachází se cca 2,5 km jihovýchodně od Louňovic. Je zde evidováno 33 adres.
Býkovice leží v katastrálním území Býkovice u Louňovic, součástí je i část Rejkovice.

## Historie
První písemná zmínka o vesnici pochází z roku 1500.

## Pamětihodnosti
- Přírodní rezervace Podlesí